# Агуца
Агуца (монг. Агацын гол) — река в Забайкальском крае России и аймаке Хэнтий Монголии. Левый приток реки Онон, относится к бассейну стока Тихого океана.
Берёт начало в седловине между горами Сохондо и Быркытын-Янг на абсолютной высоте около 1800 м. Верховье находится на территории Сохондинского заповедника. Впадает в реку Онон в 615 км от устья. Длина 120 км. Нижнее течение (46 км) находится на территории монгольского аймака Хэнтий. Из 2230 км² площади водосбора 1680 км² приходится на Забайкальский край. В Монголии носит название Агацын-Гол, имеет 48 притоков, длина 41 из них составляет менее 10 км. Наиболее крупные притоки (от устья к истоку): Дуэкт-гол, Передний Алтан, Курейкан, Алия Быркыкта, Баданда и Сопкоя Бутырэн. На берегу Агуцы расположено село Алтан Кыринского района.